# 中国共产党张家界市委员会
中国共产党张家界市委员会（简称中共张家界市委）是中国共产党在湖南省张家界市的领导机关。

## 职责
根据《中国共产党地方委员会工作条例》，中国共产党地方委员会主要实行政治、思想和组织领导，承担下列职能：
1. 对本地区重大问题作出决策。
2. 通过法定程序使党组织的主张成为地方性法规、地方政府规章或者其他政令。
3. 加强对本地区宣传思想文化工作的领导，牢牢掌握意识形态工作领导权、话语权。
4. 按照干部管理权限任免和管理干部，向地方国家机关、政协组织、人民团体、国有企事业单位等推荐重要干部。
5. 支持和保证人大、政府、政协、法院、检察院、人民团体等依法依章程独立负责、协调一致地开展工作，发挥这些组织中党组的领导核心作用。
6. 加强对本地区群团工作和统一战线工作的领导。
7. 动员、组织所属党组织和广大党员，团结带领群众实现党的目标任务。

## 历任书记
| 届次 | 姓名   | 就任日期   | 离任日期   | 备注   |
| ---- | ------ | ---------- | ---------- | ------ |
| 1    | 刘国基 | 1988年2月  | 1988年10月 | 大庸市 |
| 2    | 赵杰兵 | 1988年10月 | 1992年9月  | 大庸市 |
| 3    | 肖征龙 | 1992年9月  | 1994年5月  | 大庸市 |
| 4    | 肖征龙 | 1994年5月  | 1998年2月  |        |
| 5    | 刘力伟 | 1998年2月  | 2007年4月  |        |
| 6    | 胡伯俊 | 2007年4月  | 2013年3月  |        |
| 7    | 杨光荣 | 2013年3月  | 2016年12月 |        |
| 8    | 虢正贵 | 2016年12月 | 2021年3月  | [ 2 ]  |